# Samenstelling Belgische Senaat 1900-1904
De lijst van leden van de Belgische Senaat van 1900 tot 1904. De Senaat telde toen eerst 102 en daarna 110 zetels. Op 27 mei 1900 werden 76 senatoren rechtstreeks verkozen en op 25 mei 1902 werden nog eens 7 extra senatoren rechtstreeks verkozen, waardoor er vanaf dan 83 rechtstreeks verkozen senatoren waren. Het nationale kiesstelsel was in die periode gebaseerd op algemeen meervoudig stemrecht, volgens een systeem van evenredige vertegenwoordiging op basis van de Methode-D'Hondt, gecombineerd met een districtenstelsel. Naargelang opleiding, cijns die men betaalde of een combinatie van beide kregen alle mannelijke Belgen van 25 jaar en ouder respectievelijk één, twee of drie stemmen. Daarnaast waren er ook 26 en vanaf 25 mei 1902 27 provinciale senatoren, aangeduid door de provincieraden.
De legislatuur liep van 3 juli 1900 tot 11 mei 1904. Tijdens deze legislatuur was de regering-De Smet de Naeyer II (augustus 1899 - mei 1907) in functie. Dit was een katholieke meerderheid. De oppositie bestond dus uit de liberalen en de socialisten.

## Samenstelling
| Begin legislatuur (1900) | Begin legislatuur (1900) | Begin legislatuur (1900) | Begin legislatuur (1900) | Begin legislatuur (1900) | Einde legislatuur (1904) | Einde legislatuur (1904) | Einde legislatuur (1904) |
| Fractie                  | Fractie                  | Rechtstr.                | Prov.                    | Tot.                     | Fractie                  | Fractie                  | Zetels                   |
| ------------------------ | ------------------------ | ------------------------ | ------------------------ | ------------------------ | ------------------------ | ------------------------ | ------------------------ |
|                          | Katholieken              | 43                       | 15                       | 58                       |                          | Katholieken              | 63                       |
|                          | Liberalen                | 31                       | 7                        | 38                       |                          | Liberalen                | 40                       |
|                          | Socialisten              | 2                        | 4                        | 6                        |                          | Socialisten              | 7                        |

Wijzigingen in fractiesamenstelling:
- In 1902 werd het aantal rechtstreeks gekozen senatoren uitgebreid van 76 naar 83 en kwam er een extra provinciale senator bij. Van de acht bijkomende zetels gingen er vijf naar de katholieken (4 rechtstreeks verkozen senatoren en de extra provinciale senator), twee naar de liberalen en een naar de socialisten.

## Lijst van de senatoren
| Senator                                | Partij    | Aanduiding                   | Kieskring                                   | Provincie       | Opmerkingen |
| -------------------------------------- | --------- | ---------------------------- | ------------------------------------------- | --------------- | --- |
| Raymond Steenackers                    | Katholiek | Rechtstreeks gekozen senator | Antwerpen                                   | -               | |
| Alfred de Vinck de Winnezeele          | Katholiek | Rechtstreeks gekozen senator | Antwerpen                                   | -               | Vervangt vanaf 13 mei 1902 de overleden Charles della Faille de Leverghem. |
| Louis Le Clef                          | Katholiek | Rechtstreeks gekozen senator | Antwerpen                                   | -               | |
| Maurice de Ramaix                      | Katholiek | Rechtstreeks gekozen senator | Antwerpen                                   | -               | Zetelt vanaf 11 november 1902. |
| Adolphe Verspreeuwen                   | Liberaal  | Rechtstreeks gekozen senator | Antwerpen                                   | -               | |
| Arthur Van Den Nest                    | Liberaal  | Rechtstreeks gekozen senator | Antwerpen                                   | -               | |
| René van de Werve                      | Katholiek | Rechtstreeks gekozen senator | Mechelen-Turnhout                           | -               | Vervangt vanaf 1 december 1903 de overleden Joseph d'Ursel. D'Ursel was parlementsvoorzitter tot aan zijn dood op 15 november 1903 en van 14 november 1900 tot 15 november 1903 voorzitter van de commissie Arbeid en Nijverheid.                                                  |
| Henri de Merode-Westerloo              | Katholiek | Rechtstreeks gekozen senator | Mechelen-Turnhout                           | -               | Senaatsvoorzitter vanaf 2 december 1903 en voorzitter van de commissie Buitenlandse Zaken. |
| Raymond de Meester de Betzenbroeck     | Katholiek | Rechtstreeks gekozen senator | Mechelen-Turnhout                           | -               | |
| Ernest Bergmann                        | Liberaal  | Rechtstreeks gekozen senator | Mechelen-Turnhout                           | -               | |
| Alexandre Braun                        | Katholiek | Rechtstreeks gekozen senator | Brussel                                     | -               | |
| Edmond Mesens                          | Katholiek | Rechtstreeks gekozen senator | Brussel                                     | -               | |
| Adhémar de Steenhault de Waerbeek      | Katholiek | Rechtstreeks gekozen senator | Brussel                                     | -               | |
| Pierre Parmentier-Gilbert              | Katholiek | Rechtstreeks gekozen senator | Brussel                                     | -               | Vervangt vanaf 15 maart 1904 Edmond Goethals, die om persoonlijke redenen ontslag neemt. |
| Victor Allard                          | Katholiek | Rechtstreeks gekozen senator | Brussel                                     | -               | |
| Georges Dupret                         | Katholiek | Rechtstreeks gekozen senator | Brussel                                     | -               | Zetelt vanaf 11 november 1902. |
| François Prosper Hanrez                | Liberaal  | Rechtstreeks gekozen senator | Brussel                                     | -               | Verkozen op een lijst van progressieve liberalen. |
| Emile De Mot                           | Liberaal  | Rechtstreeks gekozen senator | Brussel                                     | -               | |
| Eugène De Gorge                        | Liberaal  | Rechtstreeks gekozen senator | Brussel                                     | -               | |
| Samson Wiener                          | Liberaal  | Rechtstreeks gekozen senator | Brussel                                     | -               | |
| Auguste Lambiotte                      | Liberaal  | Rechtstreeks gekozen senator | Brussel                                     | -               | Zetelt vanaf 11 november 1902. |
| Léon Vanderkelen                       | Liberaal  | Rechtstreeks gekozen senator | Leuven                                      | -               | |
| Edouard Descamps                       | Katholiek | Rechtstreeks gekozen senator | Leuven                                      | -               | Vanaf 5 december 1901 voorzitter van de commissie Financiën en Openbare Werken. |
| Jules Roberti                          | Katholiek | Rechtstreeks gekozen senator | Leuven                                      | -               | |
| Eugène Dumont                          | Katholiek | Rechtstreeks gekozen senator | Nijvel                                      | -               | |
| Jean Brulé                             | Liberaal  | Rechtstreeks gekozen senator | Nijvel                                      | -               | |
| Léon van Ockerhout                     | Katholiek | Rechtstreeks gekozen senator | Brugge                                      | -               | |
| Alfred de Lanier                       | Liberaal  | Rechtstreeks gekozen senator | Brugge                                      | -               | Vervangt Gustaaf Baert die niet verkiesbaar was. |
| Raphaël de Spot                        | Katholiek | Rechtstreeks gekozen senator | Veurne-Diksmuide-Oostende                   | -               | |
| Thierry de Limburg Stirum              | Katholiek | Rechtstreeks gekozen senator | Veurne-Diksmuide-Oostende                   | -               | |
| Adile Eugène Mulle de ter Schueren     | Katholiek | Rechtstreeks gekozen senator | Roeselare-Tielt                             | -               | |
| Fernand de Jonghe d'Ardoye             | Katholiek | Rechtstreeks gekozen senator | Roeselare-Tielt                             | -               | Quaestor. |
| Antoine Cantillion                     | Katholiek | Rechtstreeks gekozen senator | Kortrijk-Ieper                              | -               | Vervangt vanaf 26 maart 1901 de overleden Paul de Bethune. De Bethune was tot aan zijn dood op 3 januari 1901 ondervoorzitter en voorzitter van de commissie Financiën en Openbare Werken.                                                                                         |
| Gaston de Vinck                        | Katholiek | Rechtstreeks gekozen senator | Kortrijk-Ieper                              | -               | Vervangt vanaf 16 februari 1903 Arthur Surmont de Volsberghe, die provinciaal senator wordt. |
| Georges Vercruysse                     | Katholiek | Rechtstreeks gekozen senator | Kortrijk-Ieper                              | -               | Zetelt vanaf 11 november 1902. |
| Vital De Ridder                        | Liberaal  | Rechtstreeks gekozen senator | Kortrijk-Ieper                              | -               | |
| Edgard de Kerchove d'Ousselghem        | Katholiek | Rechtstreeks gekozen senator | Gent-Eeklo                                  | -               | |
| Arnold t'Kint de Roodenbeke            | Katholiek | Rechtstreeks gekozen senator | Gent-Eeklo                                  | -               | |
| Astère Vercruysse de Solart            | Katholiek | Rechtstreeks gekozen senator | Gent-Eeklo                                  | -               | |
| Hippolyte Lippens                      | Liberaal  | Rechtstreeks gekozen senator | Gent-Eeklo                                  | -               | |
| Adolphe Devos                          | Liberaal  | Rechtstreeks gekozen senator | Gent-Eeklo                                  | -               | |
| Florimond de Brouchoven de Bergeyck    | Katholiek | Rechtstreeks gekozen senator | Dendermonde-Sint-Niklaas                    | -               | Voorzitter van de commissie Oorlog. |
| Henri Mertens                          | Katholiek | Rechtstreeks gekozen senator | Dendermonde-Sint-Niklaas                    | -               | |
| Adolphe Christyn de Ribaucourt         | Katholiek | Rechtstreeks gekozen senator | Dendermonde-Sint-Niklaas                    | -               | Secretaris en voorzitter van de commissie Landbouw. |
| Charles Boëyé                          | Liberaal  | Rechtstreeks gekozen senator | Dendermonde-Sint-Niklaas                    | -               | |
| Charles Van Vreckem                    | Katholiek | Rechtstreeks gekozen senator | Oudenaarde-Aalst                            | -               | |
| Paul Raepsaet                          | Katholiek | Rechtstreeks gekozen senator | Oudenaarde-Aalst                            | -               | |
| Eugène de Kerchove d'Exaerde           | Katholiek | Rechtstreeks gekozen senator | Oudenaarde-Aalst                            | -               | Zetelt vanaf 11 november 1902. |
| Hyacinthe Bernaeijge                   | Liberaal  | Rechtstreeks gekozen senator | Oudenaarde-Aalst                            | -               | Vervangt vanaf 12 november 1901 de overleden Auguste Verbrugghen. |
| Armand Hubert                          | Katholiek | Rechtstreeks gekozen senator | Bergen-Zinnik                               | -               | |
| Alphonse Vandevelde                    | Katholiek | Rechtstreeks gekozen senator | Bergen-Zinnik                               | -               | |
| Gustave Boël                           | Liberaal  | Rechtstreeks gekozen senator | Bergen-Zinnik                               | -               | Tot 14 november 1900 voorzitter van de commissie Spoorwegen, Posterijen en Telegrafie. |
| Henry Sainctelette                     | Liberaal  | Rechtstreeks gekozen senator | Bergen-Zinnik                               | -               | |
| Fernand Defuisseaux                    | Socialist | Rechtstreeks gekozen senator | Bergen-Zinnik                               | -               | |
| Emile Huet                             | Liberaal  | Rechtstreeks gekozen senator | Doornik-Aat                                 | -               | |
| Oscar de Séjournet de Rameignies       | Liberaal  | Rechtstreeks gekozen senator | Doornik-Aat                                 | -               | |
| Alphonse Stiénon du Pré                | Katholiek | Rechtstreeks gekozen senator | Doornik-Aat                                 | -               | |
| Amaury Werner de Merode                | Katholiek | Rechtstreeks gekozen senator | Charleroi-Thuin                             | -               | |
| Jules Audent                           | Liberaal  | Rechtstreeks gekozen senator | Charleroi-Thuin                             | -               | |
| Edmond Steurs                          | Liberaal  | Rechtstreeks gekozen senator | Charleroi-Thuin                             | -               | |
| Félix Février                          | Liberaal  | Rechtstreeks gekozen senator | Charleroi-Thuin                             | -               | |
| Auguste Houzeau de Lehaie              | Socialist | Rechtstreeks gekozen senator | Charleroi-Thuin                             | -               | |
| Armand Libioulle                       | Socialist | Rechtstreeks gekozen senator | Charleroi-Thuin                             | -               | Zetelt vanaf 11 november 1902. |
| Richard Lamarche                       | Katholiek | Rechtstreeks gekozen senator | Luik                                        | -               | Vervangt vanaf 10 november 1903 de overleden Maximilien Doreye. |
| Alfred Magis                           | Liberaal  | Rechtstreeks gekozen senator | Luik                                        | -               | Vervangt vanaf 3 december 1901 Georges Montefiore-Levi, die om persoonlijke redenen ontslag neemt. Montefiore-Levi was tot 14 november 1900 voorzitter van de commissie Arbeid en Nijverheid.                                                                                      |
| Emile Dupont                           | Liberaal  | Rechtstreeks gekozen senator | Luik                                        | -               | Ondervoorzitter en voorzitter van de commissie Justitie. Vanaf 18 december 1900 eveneens voorzitter van de liberale fractie. |
| Charles Clément                        | Liberaal  | Rechtstreeks gekozen senator | Luik                                        | -               | Verkozen op een lijst van progressieve liberalen. |
| Armand Fléchet                         | Liberaal  | Rechtstreeks gekozen senator | Luik                                        | -               | Verkozen op een lijst van progressieve liberalen. |
| Jean Keppene                           | Liberaal  | Rechtstreeks gekozen senator | Luik                                        | -               | Zetelt vanaf 11 november 1902. |
| Charles-Léon Naveau                    | Liberaal  | Rechtstreeks gekozen senator | Hoei-Borgworm                               | -               | Vervangt vanaf 23 april 1901 de overleden Gustave de Lhoneux. |
| Dieudonné Alfred Ancion                | Katholiek | Rechtstreeks gekozen senator | Hoei-Borgworm                               | -               | |
| Alfred Simonis                         | Katholiek | Rechtstreeks gekozen senator | Verviers                                    | -               | Ondervoorzitter vanaf 27 maart 1901 en vanaf 2 december 1903 voorzitter van de commissie Arbeid en Nijverheid. |
| Léon d'Andrimont                       | Liberaal  | Rechtstreeks gekozen senator | Verviers                                    | -               | |
| Edmond Whettnall                       | Katholiek | Rechtstreeks gekozen senator | Hasselt-Tongeren-Maaseik                    | -               | Quaestor. |
| Theodore de Renesse                    | Katholiek | Rechtstreeks gekozen senator | Hasselt-Tongeren-Maaseik                    | -               | Vervangt vanaf 24 december 1901 François de Borchgrave d'Altena, die om gezondheidsredenen ontslag neemt. |
| Charles Arthur de Hemricourt de Grunne | Katholiek | Rechtstreeks gekozen senator | Hasselt-Tongeren-Maaseik                    | -               | Secretaris. |
| Joseph Devolder                        | Katholiek | Rechtstreeks gekozen senator | Aarlen-Marche-Bastenaken-Neufchâteau-Virton | -               | |
| Alfred Orban de Xivry                  | Katholiek | Rechtstreeks gekozen senator | Aarlen-Marche-Bastenaken-Neufchâteau-Virton | -               | |
| Théophile Finet                        | Liberaal  | Rechtstreeks gekozen senator | Aarlen-Marche-Bastenaken-Neufchâteau-Virton | -               | |
| Ernest Mélot                           | Katholiek | Rechtstreeks gekozen senator | Namen-Dinant-Philippeville                  | -               | |
| Alfred d'Huart                         | Katholiek | Rechtstreeks gekozen senator | Namen-Dinant-Philippeville                  | -               | Secretaris en tot 2 december 1903 voorzitter van de commissie Binnenlandse Zaken en Openbaar Onderwijs. |
| Alfred Février                         | Liberaal  | Rechtstreeks gekozen senator | Namen-Dinant-Philippeville                  | -               | |
| Walthère de Selys Longchamps           | Liberaal  | Rechtstreeks gekozen senator | Namen-Dinant-Philippeville                  | -               | |
| Octave Selb                            | Katholiek | Provinciaal senator          | -                                           | Antwerpen       | Vanaf 14 november 1900 voorzitter van de commissie Spoorwegen, Posterijen en Telegrafie. |
| Victor Emile Fris                      | Katholiek | Provinciaal senator          | -                                           | Antwerpen       | |
| Auguste Cools                          | Katholiek | Provinciaal senator          | -                                           | Antwerpen       | |
| Eugène Goblet d'Alviella               | Liberaal  | Provinciaal senator          | -                                           | Brabant         | Secretaris. |
| Vital Decoster                         | Liberaal  | Provinciaal senator          | -                                           | Brabant         | |
| Emile Henricot                         | Liberaal  | Provinciaal senator          | -                                           | Brabant         | |
| Emile Delannoy                         | Liberaal  | Provinciaal senator          | -                                           | Brabant         | |
| Albert Cappelle                        | Katholiek | Provinciaal senator          | -                                           | West-Vlaanderen | |
| Théophile de Lantsheere                | Katholiek | Provinciaal senator          | -                                           | West-Vlaanderen | |
| Arthur Surmont de Volsberghe           | Katholiek | Provinciaal senator          | -                                           | West-Vlaanderen | Vervangt vanaf 16 februari 1903 de overleden Henri Iweins d'Eeckhoutte. Daarvoor was Surmont de Volsberghe tot 15 februari 1903 rechtstreeks gekozen senator. Surmont de Volsberghe is vanaf 2 december 1903 voorzitter van de commissie Binnenlandse Zaken en Openbaar Onderwijs. |
| Théodore Léger                         | Katholiek | Provinciaal senator          | -                                           | Oost-Vlaanderen | |
| Alfred Claeys-Bouüaert                 | Katholiek | Provinciaal senator          | -                                           | Oost-Vlaanderen | |
| Désiré Fiévé                           | Katholiek | Provinciaal senator          | -                                           | Oost-Vlaanderen | |
| Herman della Faille d'Huysse           | Katholiek | Provinciaal senator          | -                                           | Oost-Vlaanderen | Zetelt vanaf 11 november 1902. |
| Edmond Piret-Goblet                    | Liberaal  | Provinciaal senator          | -                                           | Henegouwen      | |
| Oswald de Kerchove de Denterghem       | Liberaal  | Provinciaal senator          | -                                           | Henegouwen      | Vervangt vanaf 13 november 1900 de overleden Jules Bara. |
| Edmond Picard                          | Socialist | Provinciaal senator          | -                                           | Henegouwen      | |
| Arthur Bastien                         | Socialist | Provinciaal senator          | -                                           | Henegouwen      | |
| Henry Lejeune Vincent                  | Liberaal  | Provinciaal senator          | -                                           | Luik            | |
| Georges Grimard                        | Socialist | Provinciaal senator          | -                                           | Luik            | |
| Henri La Fontaine                      | Socialist | Provinciaal senator          | -                                           | Luik            | |
| Eugeen Keesen                          | Katholiek | Provinciaal senator          | -                                           | Limburg         | |
| François Meyers                        | Katholiek | Provinciaal senator          | -                                           | Limburg         | |
| Paul de Favereau                       | Katholiek | Provinciaal senator          | -                                           | Luxemburg       | |
| Armand de Pitteurs-Hiegaerts           | Katholiek | Provinciaal senator          | -                                           | Luxemburg       | Vervangt vanaf 16 juli 1901 de overleden Emile Van Hoorde. |
| Albert de Beauffort                    | Katholiek | Provinciaal senator          | -                                           | Namen           | |
| Théodule Poncelet                      | Katholiek | Provinciaal senator          | -                                           | Namen           | |